# Marc Houtzager
Marc Houtzager, né le 9 janvier 1971 à Hoogeveen, est un cavalier de saut d'obstacles néerlandais.

## Carrière
Il est vice-champion olympique de saut d'obstacles par équipes aux Jeux olympiques de Londres en 2012 avec Jur Vrieling, Maikel Van der Vleuten et Gerco Schröder.